# St. Peter auf Karnol

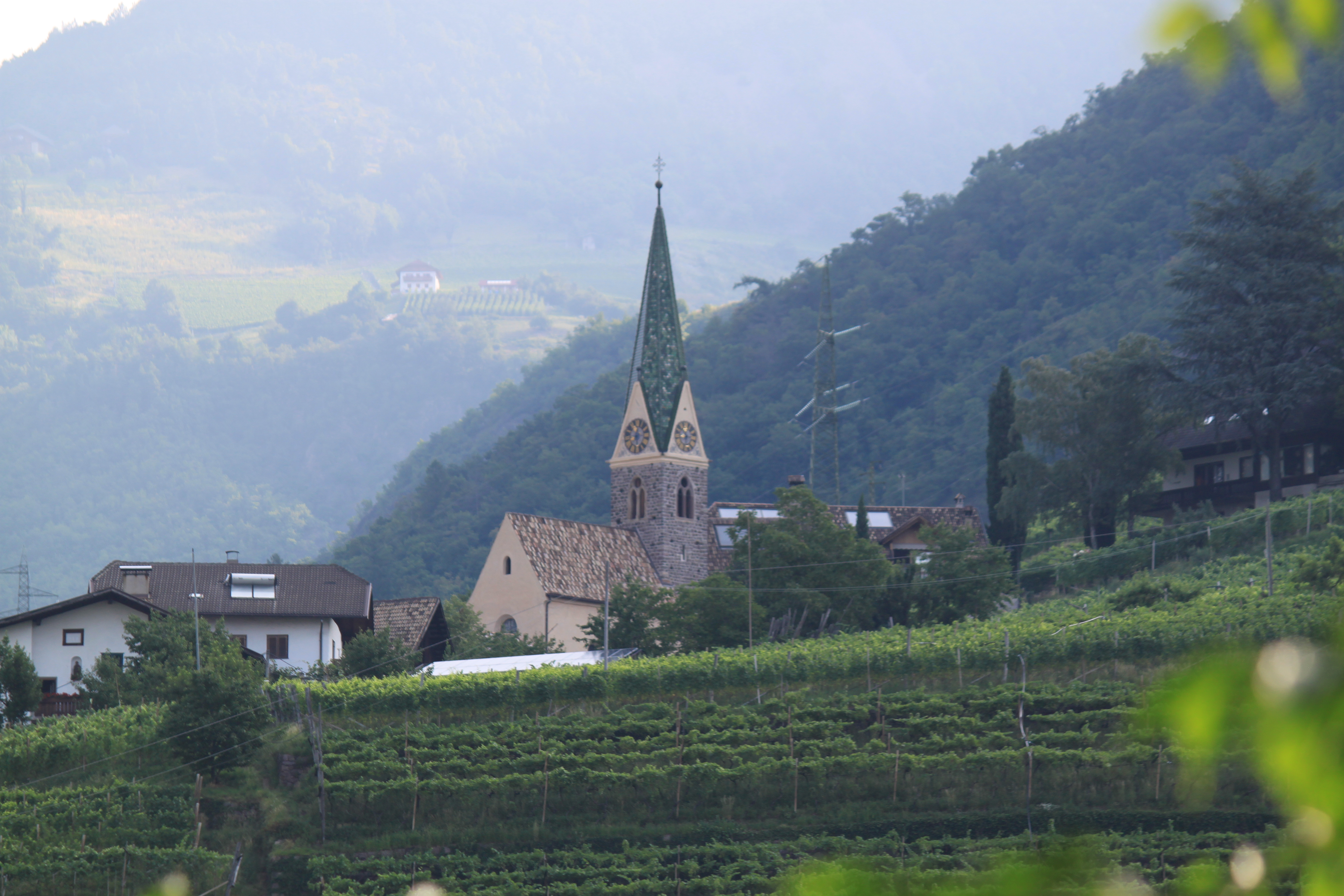
Die St.-Peters-Kirche auf Karnol von Süden gegen die Westabhänge des Rittner Bergs

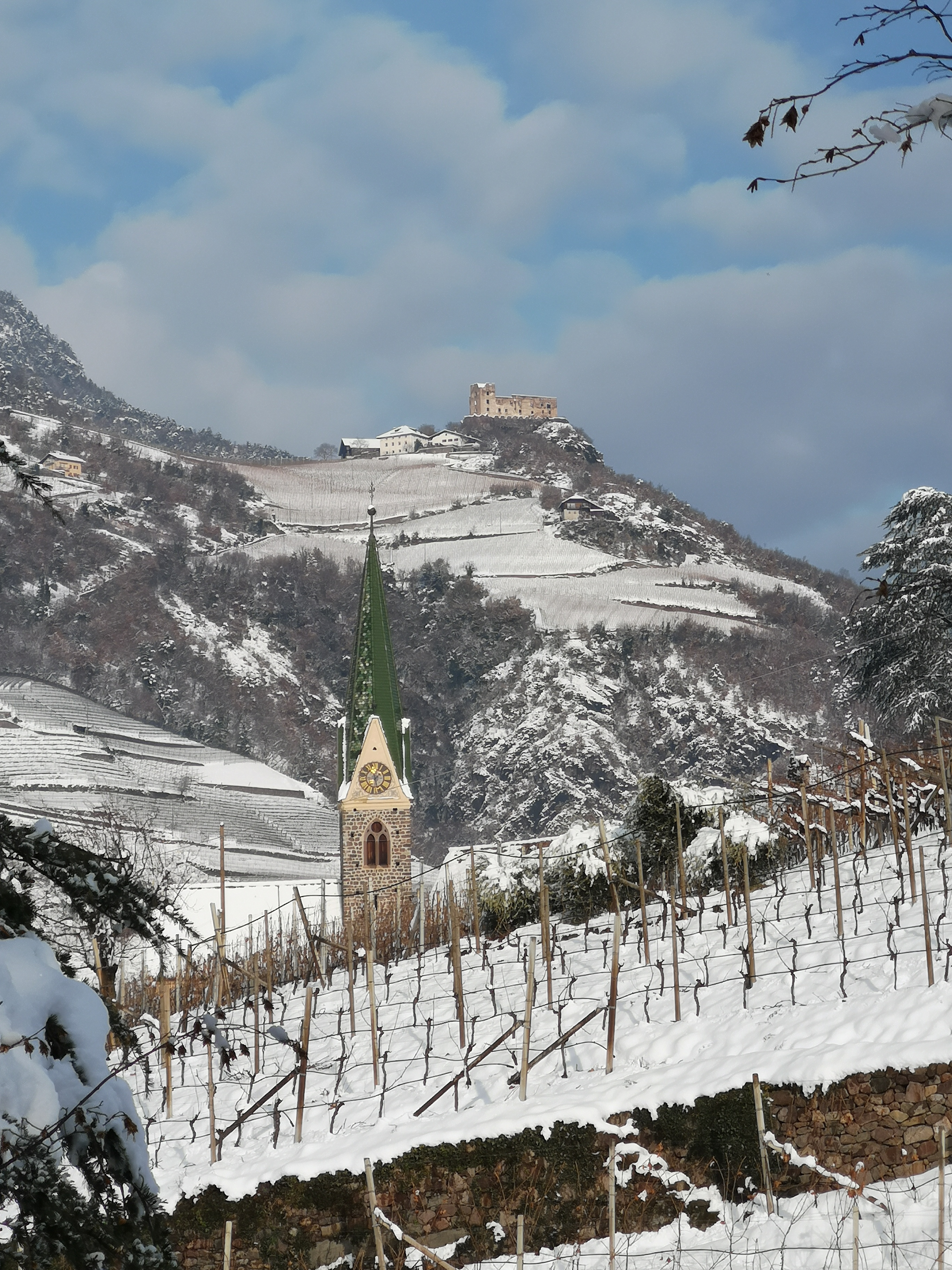
Der Kirchturm von St. Peter gegen Burg Rafenstein

St. Peter auf Karnol ist ein Südtiroler spätmittelalterlicher Kirchenbau im Weiler St. Peter, einem Stadtteil von Bozen in der ehemaligen Landgemeinde Zwölfmalgreien. Die Kirche befindet sich in erhöhter Talrandlange auf den Ausläufern des Rittner Bergs, unmittelbar oberhalb des Stachlhofs.
Der romanische Bestand, im Jahr 1213 als „ecclesia sancti Petri“ in einer Urkunde Graf Alberts III. von Tirol erwähnt, wurde im 15. Jahrhundert als einfacher, tonnengewölbter Bau mit Rundapsis, Spitzturm und einer Seitenkapelle mit Spitzbogenfenstern und Kreuzgratgewölbe vergrößert. Die romanisierende Fassadengestaltung stammt aus dem 19. Jahrhundert.
1288 wird die Kirche im landesfürstlichen Gesamturbar Graf Meinhards II. von Tirol-Görz als „sand Pêter“ genannt. 1295 ist ein Weinhof „ad Curnol ad sanctum Petrum“ im Register des Bozner Notars Jakob Tugehenn belegt. In der Landgerichtsordnung von Gries-Bozen aus dem Jahr 1487 erscheint mit Ulrich Rueb ein eigener Viertelhauptmann „zu sand Peter auf Karnol“, der zugleich als landesfürstlicher Steuereinnehmer fungiert.
Der neuromanische Nischenaltar wurde von Josef Überbacher geschnitzt, die Statuen von ca. 1880 wurden von Anton Kob gefertigt.
Aus den Jahren 1603 bis 1806 sind 69 Rechnungsbücher von St. Peter auf Karnol im Stadtarchiv Bozen überliefert (Hss. 1251–1320), die von den jeweiligen Kirchpröpsten geführt wurden.
Die Kirche wurde 1977 unter Denkmalschutz gestellt.